# Maître de Jacques de Besançon
Le Maître de Jacques de Besançon est un maître anonyme enlumineur actif à Paris entre 1478 et 1500. Il a été identifié à François Barbier mort en avril 1501, fils de François Barbier, alias le Maître François.

## Éléments biographiques et stylistiques
Cet enlumineur appartient à un grand atelier parisien au sein duquel trois chefs successifs sont distingués : tout d'abord le Maître de Jean Rolin, actif de 1450 et 1465, puis le Maître François, actif de 1465 et 1480 et enfin le Maître de Jacques de Besançon. C'est un artiste routinier, produisant un très grand nombre de livres d'heures commerciaux, ainsi que quelques manuscrits exceptionnels provenant de commandes aristocratiques. À la fin de sa carrière, il réalise la décoration d'incunables, par des grandes miniatures de frontispices, notamment pour l'éditeur Antoine Vérard.
Il doit son nom de convention à un Office noté de saint Jean l'Évangéliste, dont les annotations indiquent qu'il a été donné à la confrérie de saint Jean de l'église Saint-André-des-Arts par son bâtonnier appelé Jacques de Besançon, enlumineur de profession. Paul Durrieu d'abord, puis Charles Sterling ont pensé que ce Jacques de Besançon était l'auteur des miniatures du manuscrit, de même que des décorations de marges. Cependant, on sait par ailleurs selon les archives, que Jacques de Besançon n'est qu'un peintre spécialisé dans les décors de texte et non un miniaturiste. Les historiens de l'art ont depuis préféré distinguer deux artistes. 

## Identification
Mathieu Deldicque a proposé de l'identifier à l'artiste et bourgeois parisien François le Barbier, fils d'un autre François le Barbier père, identifié au Maître François. Des documents d'archives semblent indiquer qu'il a été paroissien de l'église Saint-Christophe sur l'île de la Cité en 1478 puis locataire d'une maison dite de l'« Âne rayé » appartenant au chapitre de Notre-Dame de 1484 à 1488. Il fait partie des rares bourgeois admis en 1485 à la confrérie de Saint-Augustin siégeant dans la cathédrale. Il est le fondateur en 1488 d'une messe au couvent des Célestins de Paris et continue à donner au couvent jusqu'en 1501. Il est légateur avec sa femme Catherine La Tacque en 1500 pour la paroisse de l'église Saint-Denis-de-la-Chartre. Il est signalé comme décédé en avril 1501. Sa proximité avec le chapitre Notre-Dame pour qui il réalise plusieurs missels, et son haut niveau de vie et de reconnaissance dans la vie parisienne pour un artiste qui travaille pour le roi de France, corroborent cette identification.
Pour ce qui concerne Jacques de Besançon, deux mains ayant été finalement distinguées au sein de l'Office noté de saint Jean l'Évangéliste, il a été identifié à la seconde main, appelé par ailleurs Maître de Liénart Baronnat par Isabelle Delaunay. Il était actif de 1472 à 1500 et installé dans le quartier Saint-Jacques de la capitale. 

## Œuvre

### Manuscrits attribués

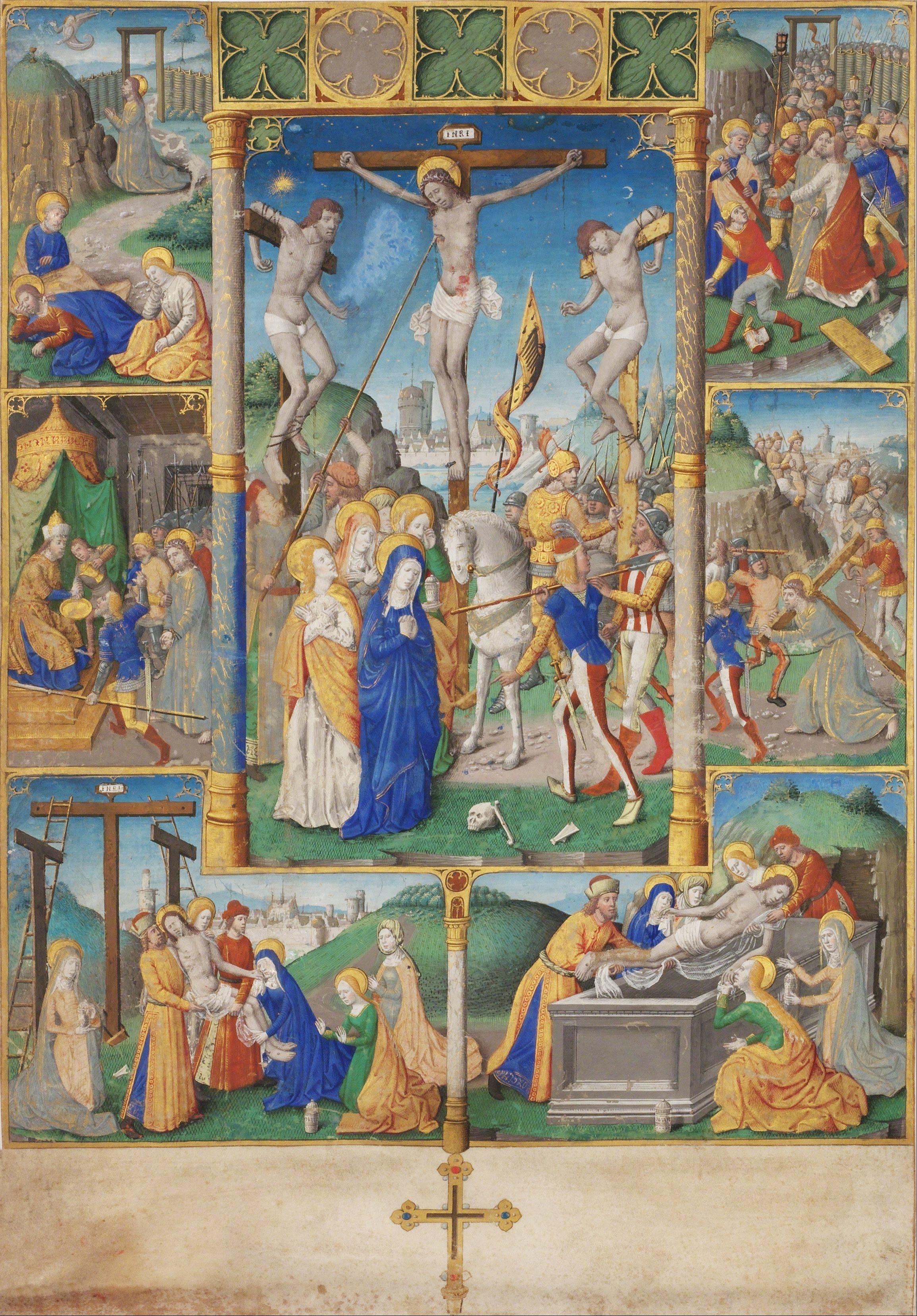
Crucifixion et six histoires de la Passion, Galerie nationale à Prague.

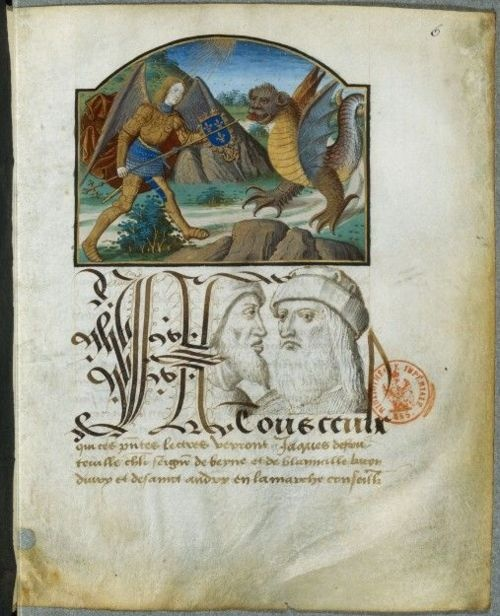
Saint Michel combattant le dragon, Statuts de l'ordre de Saint-Michel, BNF Fr14363 f6r.

- La Cité de Dieu, exemplaire pour le secrétaire du roi Mathieu Beauvarlet, collaboration avec le Maître François (?), vers 1475, Bibliothèque Sainte-Geneviève, Ms.246
- Lectionnaire grec du cardinal-archevêque Charles de Bourbon, vers 1480-1482, Bibliothèque nationale de France, Gr. 55.
- Bénédictionnaire et pontifical, vers 1480-1490, Bibliothèque apostolique vaticane, Vat.Lat.3748
- Office noté de saint Jean l'Évangéliste, à l'usage de la confrérie des Enlumineurs de Paris, en collaboration avec le Maître de Liénart Baronnat ou Jacques de Besançon, 1485, Bibliothèque Mazarine, Ms 461[5].
- Légende dorée de Voragine traduite par Jean de Vignay, commandée par Catherine de Coëtivy vers 1480-1490, Bibliothèque nationale de France, Fr. 244-245[6].
- Missel à l'usage de Paris, avec un ancien frontispice du Maître de Coëtivy aujourd'hui disparu (anc. coll. Kauffman à Londres), vers 1480-1490, Bibliothèque Mazarine, Ms.410 et un feuillet découpé aujourd'hui à la Galerie nationale de Prague, K. 36879[7]
- Missel à l'usage de Paris, avec deux feuillets attribués au Maître d'Anne de Bretagne (f.424 et 432), vers 1480-1490, Bibliothèque Mazarine, Ms.412[8]
- Missel fragmentaire à l'usage de l'ordre de la Trinité ayant appartenu à Robert Gaguin, vers 1491-1492, Bibliothèque Mazarine, Ms.429[9]
- Missel de Melun, en collaboration avec le Maître de la Chronique scandaleuse, 1489, BNF Lat.880
- Commentaires sur la guerre des Gaules traduits par Robert Gaguin, vers 1488, une miniatures par l'atelier du Maître, les autres étant attribuées au Maître de Robert Gaguin, coll. part., passé en vente chez le libraire Héribert Tenschert, catalogue Leuchtendes Mittelalter VI, 1994 (lot 35)
- Commentaires sur la guerre des Gaules traduits par Robert Gaguin, vers 1490, BNF, Fr.728
- une grande lettrine historiée tirée d'un graduel (?), vers 1490 musée du Louvre, RF 29080.
- L’Institution et les statuts de l’ordre de Saint-Michel, exemplaire pour Charles VIII, vers 1490, Bibliothèque nationale autrichienne, Vienne, Cod.2637
- Statuts de l'ordre de Saint-Michel, exemplaire pour Charles VIII, avec une miniature de frontispice de Jean Hey, BNF, Fr.14363
- Statuts de l'ordre de Saint-Michel, exemplaire pour Pierre II de Bourbon, vers 1490, Morgan Library and Museum, New York, M.20[10]
- Statuts de l'ordre de Saint-Michel, exemplaire pour Louis d'Orléans, vers 1490, coll. part.
- Ludolphe le Chartreux,  Vita Christi, vers 1490, bibliothèque de l'université de Glasgow, Sp Coll MSS Hunter 36-39[11].
- Les Triomphes de Pétrarque traduits par Georges de La Forge, vers 1490, bibliothèque d'État de Bavière, Munich, Gall.14
- Antiphonaire provenant de l'hôpital Saint-Jacques aux Pèlerins, vers 1490, fragments conservés à la bibliothèque de l'école nationale supérieure des beaux-arts, Mn.Mas 142-149[12]
- Fleur des histoires de Jean Mansel, en collaboration avec le Maître de la Chronique scandaleuse, 1493-1510, Bibliothèque municipale de Besançon, Ms.851
- Évangéliaire de Nicaise de Lorme, vers 1494, coll. part., passé en vente chez Sotheby's le 18 juin 2002 (lot 44)
- Compilation faite en l'honneur de saint Denis, offerte par Charles VIII à l'abbaye de Saint-Denis en 1496, BNF, Fr.5868[13]
- Psautier à l'usage de Paris, en collaboration avec le Maître de Philippe de Gueldre, vers 1495-1498, Morgan Library, M.934[14]
- Psautier latin avec traduction française, avant 1498, atelier du Maître, BNF, Lat.774
- Des remèdes de l'autre fortune de Pétrarque, Bibliothèque d'État et universitaire de Saxe à Dresde, Ms.oc. 54
- Missel par un suiveur du Maître, vers 1500, Waddesdon Manor, Ms.19

### Livres d'heures manuscrits attribués

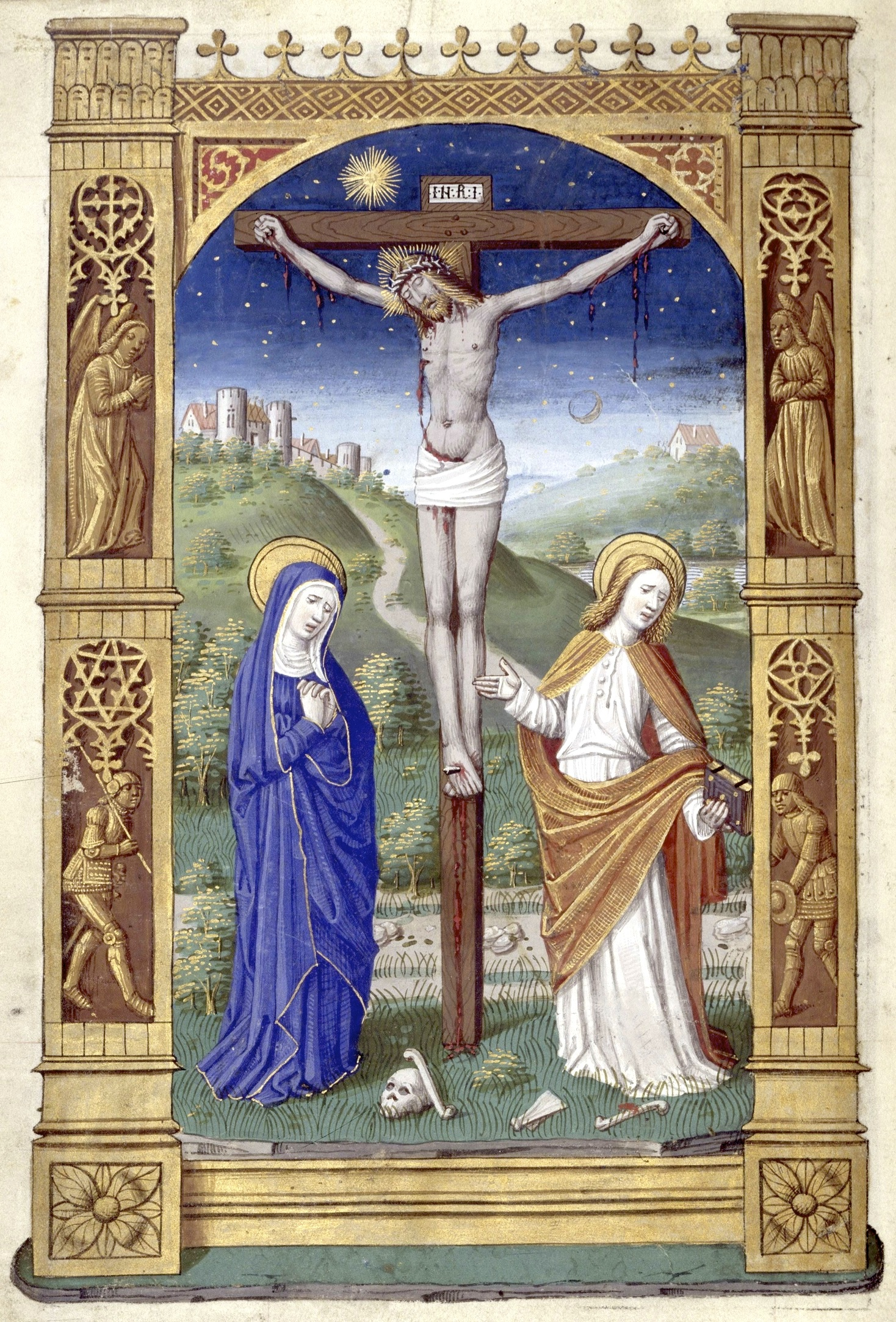
Crucifixion, Heures de Charles VIII, Bibliothèque nationale d'Espagne.

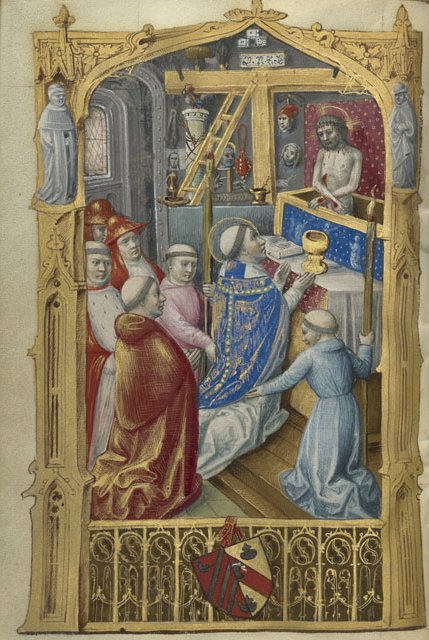
Messe de saint Grégoire, miniature des Heures Poncher vers 1500, J. Paul Getty Museum.

- Livre d'heures à l'usage de Sarum, peut-être à destination d'Henri VII, vers 1471-1485, contient une miniature découpée d'un autre manuscrit peinte par les Maîtres aux rinceaux d'or, Morgan Library and Museum, New York, M.815[15]
- Livre d'heures, vers 1480, passé en vente chez Christie's le 29 juin 1994 (lot 40)
- Heures à l'usage de Paris, 15 grandes et 17 petites miniatures, vers 1485-1495, collection particulière, passé en vente chez Drouot le 10 avril 2013 (lot 1)[16]
- Psautier et heures de dom Louis de Busco, vers 1489, Walters Art Museum, Baltimore, W.286
- Livre d'heures à l'usage de Paris, vers 1490, BNF Lat.1366[17]
- Heures à l'usage de Paris, vers 1490-1500, 17 grandes et 41 petites miniatures, coll. part. passé en vente chez Tajan à Paris le 8 décembre 2004 (lot 51)[18]
- Livre d'heures de Charles VIII, vers 1494, Bibliothèque nationale d'Espagne, Madrid, Ms. Vit. 24-1[19],[20].
- Heures Poncher, en collaboration le Maître de la Chronique scandaleuse et le Maître du Cardinal de Bourbon, vers 1500, J. Paul Getty Museum, Ms.109[21]
- Livre d'heures, Strake Jesuit College Preparatory (en), Houston[22]
- Livre d'heures commandé par Louis de Bourbon-Roussillon pour son fils Charles, vers 1480-1500, Morgan Library and Museum, New York, M.179[23]
- Livre d'heures à l'usage de Paris, vers 1485-1500, Morgan Library, M.195[24]
- Livre d'heures à l'usage de Paris, vers 1485-1490, Morgan Library, M.231[25]
- Livre d'heures, vers 1490, coll. part. passé en vente par la librairie Heribert Tenschert, catalogue Leuchtendes Mittelalter V, 1993 (lot 22)
- Livre d'heures à l'usage de Paris, 14 grandes et 24 petites miniatures, vers 1490, coll. part. passé en vente chez Christie's le 19 novembre 2014 (lot 11)[26]
- Livre d'heures, Musée Czartoryski, Cracovie, Ms.2422[22]
- Livre d'heures, bibliothèque de l'université Columbia, New York, Ms BPO96F[22]
- Livre d'heures, coll. part. passé en vente chez Sotheby's à Londres le 18 juin 2002 (lot 55) et à Drouot à Paris le 22 février 1993 (lot 46)
- Livre d'heures à l'usage de Paris, 14 miniatures et 3 lettrines historiées, anc. coll. Rosenberg Ms.15, passé en vente chez Christie's le 23 avril 2021 (lot 15)[27]
- Livre d'heures à l'usage d'Angers, par un suiveur du maître, vers 1500, British Library, Egerton 1068[28].
- Livre d'heures par un suiveur du Maître, vers 1500, Bibliothèque Beinecke de livres rares et manuscrits, université Yale, Ms.411[22]
- Livre d'heures à l'usage de Paris, par un suiveur du Maître en collaboration avec 2 autres artistes, vers 1500, Morgan Library, H.5[29]

### Incunables décorés
- La Danse macabre et Les Trois morts et les trois vifs, imprimée par Pierre Le Rouge pour Antoine Vérard à Paris, vers 1491-1492, BNF Dept. des estampes, Te 8 fol. Rés[30].
- De la bataille Judaïque de Flavius Josephe, imprimé par Antoine Vérard, Paris, 1492, BNF, Vélins 696
- La Légende dorée de Voragine traduit par de Vignay, imprimé par Antoine Vérard, Paris, 1493, BNF, Vélins 689
- Les Apologues et fables de Laurens Valle et Ditz des sages hommes de Pétrarque, imprimé par Antoine Vérard, Paris, 1493, BNF, Vélins 611[31]
- L’Orloge de sapience d'Henri Suso, imprimé par Antoine Vérard, Paris, 1493, BNF, Vélins 359
- Lancelot du Lac, imprimé par Antoine Vérard, Paris, 1494, exemplaire enluminé, BNF, Vélins 614[32]
- Des nobles et cleres femmes de Boccace, imprimé par Antoine Vérard, 1494, BNF, Vélins 1223
- Merlin, imprimé par Antoine Vérard, 1494, British Library, C.22.c.6-7[33],[34]